# Christian Matras (philologue)
Pour les articles homonymes, voir Matras.
Christian Matras (né le 7 décembre 1900 à Viðareiði, dans les îles Féroé, et mort le 16 octobre 1988 à Tórshavn) est un linguiste et poète féroïen et le premier habitant de l'archipel à devenir professeur universitaire.
Avec William Heinesen (1900-1991), Jørgen-Frantz Jacobsen (1900-1938) et Heðin Brú (1901-1987), il fait partie des "quatre grands", le quatuor des lettres féroïennes du XXe siècle.

## Biographie
Le patronyme "Matras" est actuellement porté par quelque 80 personnes aux îles Féroé. Elles ont pour ancêtre un immigrant français de ce nom, qui est répandu dans la région Rhône-Alpes.
Christian Matras naquit en 1900 dans le village de Viðareiði, le plus septentrional des îles Féroé, sur l'île de Borðoy. Il y fréquenta l'école primaire puis, en 1912, vint effectuer ses études secondaires à Tórshavn, où il fut le condisciple de Jørgen-Frantz Jacobsen et de William Heinesen. En 1917, il obtint son diplôme de fin d'études et, la même année, s'établit à Sorø, au Danemark, et y passa son baccalauréat en 1920.
Il effectua alors un cursus d'études nordiques à l'université de Copenhague. En outre, il séjourna un semestre en Norvège, s'y intéressant à la poésie norvégienne, qui allait l'influencer profondément. Il passa sa maîtrise de linguistique en 1928 et son doctorat en 1933, avec une thèse sur la toponymie féroïenne.
À partir de 1936, il travaille à l'université de Copenhague ; en 1952, il y devient professeur de linguistique. Premier Féroïen de l'histoire à avoir accédé à ce grade de professeur, il reste jusqu'en 1999 le seul habitant de l'archipel à enseigner à l'université de la capitale danoise.
C'est en 1965 seulement qu'il regagne les îles Féroé, y assurant immédiatement la présidence de la faculté d'études féroïennes de l'Université des îles Féroé. À l'époque, il est également le seul enseignant de l'archipel à détenir le titre de professeur. Il accède à l'éméritat en 1971.
Christian Matras meurt le 16 octobre 1988. Quelques mois plus tôt, la poste féroïenne l'avait honoré en émettant un timbre-poste à son effigie.
Depuis qu'un nom officiel a été donné à chacun de ses douze chemins et rues, en octobre 2006, le village natal de Christian Matras, Viðareiði, compte  une Kristjansgøta ("rue de Christian"), ainsi dénommée en son honneur.

## Œuvres
Dans le domaine de la linguistique, Christian Matras a consacré de multiples travaux à la lexicographie du féroïen, à son histoire et à sa littérature.
Sa première grande réalisation, à laquelle il s’attela encore étudiant, fut le Dictionnaire féroïen-danois (Føroysk-donsk orðabók), élaboré en collaboration avec Mads Andreas Jacobsen (1891-1944). Ce grand classique, communément appelé "le Matras-Jacobsen", a connu une première édition en 1928 et a été réédité à plusieurs reprises (1961, 1977, 1995). Jusqu'à la parution du dictionnaire féroïen-anglais de G.V.C. Young, en 1984, l'ouvrage fut le seul instrument disponible pour traduire le féroïen dans d'autres langues.
En revenant aux îles Féroé, Christian Matras emmenait avec lui un vaste fichier lexicographique qui, durant ses années à la tête du département des études féroïennes, s'enrichit encore pour atteindre un total de 500 000 fiches et former la base du ''Dictionnaire féroïen'' (Føroysk orðabók), paru en 1998.
Christian Matras apporta également une contribution à l'histoire de la langue féroïenne en éditant le Dictionnaire féroïen (Dictionarium Faeroense de Jens Christian Svabo, qui, durant près de deux siècles, n'avait été conservé qu'en manuscrit, ainsi que la traduction féroïenne de l'Évangile de Matthieu réalisée par Johan Henrik Schrøter. Pionniers de l'utilisation écrite du féroïen, ces deux auteurs avaient été amenés à en fixer l'orthographe, optant pour une base plus phonétique que le système conçu ultérieurement par Hammershaimb qui s'imposa en définitive.
Tout aussi important fut son travail monumental d'édition des ballades féroïennes traditionnelles que Svend Grundtvig et Jørgen Bloch avaient recueillies au XIXe siècle. Ces sept volumes intitulés Føroya kvæði: corpus carminum Færoensium ("Ballades féroïennes – corpus des chants féroïens", en abrégé CCF) rassemblent ces poèmes chantés depuis des siècles dans l'archipel, pièces maîtresses du patrimoine culturel féroïen. Ils sont assortis de commentaires en allemand.
Dans les années 1930, Christian Matras collabora à la rédaction de la plupart des manuels scolaires d'enseignement du féroïen. Il signa par ailleurs la première histoire de la littérature féroïenne.
Par ailleurs, il traduisit en féroïen plusieurs grandes œuvres de la littérature mondiale et, en 1972, offrit au public féroïen la traduction du roman Barbara, le chef-d'œuvre de Jørgen-Frantz Jacobsen, qui n'était alors disponible que dans sa version originale danoise, parue en 1939.
Enfin, Christian Matras bâtit également une production littéraire originale, publiant plusieurs recueils de poésie lyrique, où il se fait le chantre de la farouche nature féroïenne.

### Poésie
- Grátt, kátt og hátt : yrkingar (dessins de William Heinesen), 1926, 48 p.
- Heimur og heima : yrkingar1933, 59 p.
- Úr sjón og úr minni (poésie), republié en 1986 en version bilingue (féroïen-anglais, Úr sjón og úr minni – ørindi = Seeing and remembering – verse), 1978, 47 p.

### Linguistique
- Føroysk-donsk orðabók - Færøsk-dansk ordbog ("Dictionnaire féroïen-danois), en collaboration avec M. A. Jacobsen, 1927-1928, 469 p., réédition en 1961, 1977, 1995)
- Føroysk bókmentasøga, 1935 -  104 p. (Histoire de la littérature féroïenne)
- Indledning til Svabos færøske visehaandskrifter ("Introduction aux manuscrits de chansons féroïennes de Svabo")? 1939, LXXXV p.
- Jørgen-Frantz Jacobsen. Gyldendals julebog, 1941, 45 p. (en danois, avec des textes de Jacobsen)
- Drunnur, 1957, 33 p.
- Bygd og hav : myndir úr seglskipatíð' (illustrations&&& d'Ingálvur av Reyni), 1970, 16 p.
- Á hellu eg stóð : gamalt og nýyrkt, 1972, 103 p.
- Av Viðareiði : fólk í huganum (illustrations&&& de Fridtjof Joensen),1975, 14 p.
- Ulf Zachariasen (éd.), Christian Matras : ritskrá í úrvali, 1980, 32 p.
- Martin Næs, Jóhan Hendrik W. Poulsen (éd.), Greinaval - málfrøðigreinir, 2000, 353 p.  (ISBN 99918-41-81-4) (articles de linguistique)
- Turið Sigurðardóttir (éd.), Chr. Matras - aldarminning, 2002, 118 p.

### Traductions
- Jonathan Swift: Ferð Gullivers til Pinkulingalands (Les voyages de Gulliver, illustré par Elinborg Lützen), 1951
- Jørgen-Frantz Jacobsen, Barba og harra Pál (traduction du roman Barbara), 1972
- Voltaire, Candide ella Besti heimur, Tórshavn, Emil Thomsen, 1977 (illustré par Elinborg Lützen)

### Éditions de textes
- 1930 - Føroysk fólkanøvn : navnalisti til leiðbeiningar (en collaboration avec M. A. Jacobsen, 16 p.)
- 1939 - Føroysk lesibók (en collaboration avec Hans A. Djurhuus et M. A. Jacobsen - 2 vol.)
- 1941-1972 - Svend Grundtvig - Jørgen Bloch: Føroya kvæði : corpus carminum Færoensium (vol. 1: 1951-1963; vol. 2: 1941-1944; vol. 3: 1944-1946; vol. 4.1: 1946; vol. 4.2: 1967; vol. 5: 1968; vol. 6: 1972; vol. 7, histoire, manuscrits et index, éd. Michael Chesnutt et Kaj Larsen, 1996)
- 1951-1953 - Johan Henrik Schrøter: J.H. Schrøters optegnelser af Sjúrðar kvæði
- 1966-1970 - Jens Christian Svabo: Dictionarium Færoense : færøsk-dansk-latinsk ordbog (2 vol.)
- 1973 - Johan Henrik Schrøter: Evangelium Sankta Matteusar (édition de la traduction de l'évangile de Matthieu par Schrøter, de 1823, 2 vol.)

### Études
- W. Glyn Jones: "Nature and Man in Christian Matras's Poetry" ("La nature et l'homme dans la poésie de Christian Matras"), in: Scandinavica, XIX, 1980, p. 181-97.
- Anne-Kari Skarðhamar: "Growing up on the Edge of the Abyss'. Childhood Impressions in the Poetry of Christian Matras" ("Grandir au bord de l'abîme. Impressions d'enfance dans la poésie de Christian Matras"), in Scandinavica, XXXV, 1996, p. 71-104.